# Wolfgang Rolff
Wolfgang Rolff (Lamstedt, 1959. december 26. –) világbajnoki ezüstérmes német labdarúgó, középpályás, edző. Jelenleg az Eintracht Frankfurt csapatánál segédedző.

## Pályafutása

### Klubcsapatban
Wolfgang Rolff 356 Bundesliga mérkőzésen szerepelt és 47 gólt szerzett a Hamburger SV, a Bayer 04 Leverkusen, a Bayer 05 Uerdingen, a Karlsruher SC és az 1. FC Köln csapataiban. További 126 másodosztályú bajnoki mérkőzésen játszott az OSC Bremerhaven és a Fortuna Köln együtteseiben. Az 1989–90-es idényben a francia másodosztályban játszott az RC Strasbourg csapatában, ahol 30 bajnoki találkozón négy gólt szerzett.
A Hamburger SV az 1982–83-as idényben bajnok lett. Ugyan ebben a szezonban megnyerte a csapattal a bajnokcsapatok Európa-kupáját is Juventus ellen Athénban. A Bayer Leverkusennel megnyerte az 1987–88-as UEFA-kupa sorozatot.

### A válogatottban
1983 és 1989 között 37 alkalommal szerepelt a nyugatnémet válogatottban. Tagja volt az 1986-os világbajnoki ezüstérmes csapatnak Mexikóban és hazai rendezésű 1988-as Európa-bajnokságon bronzérmes csapatnak.

### Edzőként
Korábbi hamburgi klubtársa Felix Magath mellett kezdett segédedzőként dolgozni a Hamburger SV együttesénél. 1998-ban hat hónapig az SV Meppen vezetőedzője volt, de csapata kiesett a másodosztályból. Ugyan ebben az évben a VfB Stuttgartnál lett segédedző Winfried Schäfer mellett, aki korábban az edzője volt a Karlsruher SC csapatánál. 2000–01-ben Berti Vogts segédedzője volt a Bayer Leverkusennél. Vogts 2001–02-ben a Kuvaiti válogatott szövetségi kapitánya volt és Rolff is követte öt segítőként.
2004 és 2013 között a Werder Bremennél segédedző. 2013-ban egy rövid ideig a csapat vezetőedzője is volt ideiglenesen. 2014-ben ismét Vogts mellett segédedző az Azeri válogatottnál, majd az Eintracht Frankfurt csapatánál lett segédedző.

## Sikerei, díjai
NSZK
- Világbajnokság
  - ezüstérmes: 1986, Mexikó
- Európa-bajnokság
  - bronzérmes: 1988, NSZK

 Hamburger SV
- Nyugatnémet bajnokság (Bundesliga)
  - bajnok: 1982–83
- Bajnokcsapatok Európa-kupája (BEK)
  - győztes: 1982–83
- UEFA-szuperkupa
  - döntős: 1983
- Interkontinentális kupa
  - döntős: 1983

 Bayer Leverkusen
- UEFA-kupa
  - győztes: 1987–88